# Savallà del Comtat
Savallà del Comtat település Spanyolországban, Tarragona tartományban. Savallà del Comtat Llorac, Santa Coloma de Queralt, Conesa, Tarragona és Vallfogona de Riucorb községekkel határos. Lakosainak száma 50 fő (2024).

## Népesség
A település népessége az elmúlt években az alábbi módon változott:
| Lakosok száma | 152  | 370  | 317  | 144  | 62   | 72   | 71   | 65   | 58   | 50   |
|               | 1717 | 1887 | 1936 | 1960 | 1986 | 2004 | 2009 | 2014 | 2019 | 2024 |